# Paul Brusa
Paul Brusa (* 1985 in Ebersberg) ist ein deutsch-italienischer Schauspieler.

## Leben
Paul Brusa machte zunächst eine Ausbildung zum Bürokaufmann und absolvierte anschließend seinen Zivildienst.
Erste Bühnenerfahrungen sammelte er in mehreren Amateurgruppen (Kultfabrik München, Junge Bühne Markt Schwaben und im Jugendclub der Münchner Staatstheater). Von 2008 bis 2012 studierte er Schauspiel an der Anton Bruckner Universität in Linz. Während seiner Ausbildung wirkte er 2012 in der Rolle des Hasan in der österreichischen Erstaufführung des Theaterstücks Verrücktes Blut (von Nurkan Erpulat und Jens Hillje) in der Garage X Wien mit. Außerdem trat er während des Studiums in Produktionen am Landestheater Linz, am Theater Phönix in Linz und am Stadttheater Neuburg auf. 2010 gastierte er am Kroatischen Nationaltheater Osijek als Schürzinger in Kasimir und Karoline.
Nach Abschluss des Studiums folgten mehrere Produktionen und Stückverträge am Theater Paderborn. In der Spielzeit 2013/14 gastierte er am Stadttheater Ingolstadt. Im Oktober 2014 trat er am Deutschen Staatstheater Temeswar auf. 2014–2015 spielte er an der Komödie im Bayerischen Hof in München die Rolle des Cléante in Der Geizige (Regie: Nikolaus Paryla). 2015–2016 war er als Ensemblemitglied am Theater Heidelberg engagiert. Hier spielte er u. a. den Monolog Zigeuner-Boxer.
Von 2016 bis 2019 war er anschließend festes Ensemblemitglied am Theater Lüneburg, wo er zahlreiche Rollen des klassischen und modernen Theaterrepertoires spielte und auch in mehreren Kinder- und Jugendtheaterproduktionen mitwirkte. Zu seinen Hauptrollen gehörten dort u. a. der Hamlet (2016–2017), der Schreiber Licht in Der zerbrochne Krug und der Spielmann Volker in Die Nibelungen (2018–2019).
2019 gastierte er bei den Schlossfestspielen Neersen und am Theater für Niedersachsen in Hildesheim.
In der 19. Staffel der ZDF-Serie Die Rosenheim-Cops übernimmt Brusa ab Folge 447 (Februar 2020) die Rolle des neuen Controllers Daniel Donato.
Brusa tritt außerdem als Rezitator mit literarischen Programmen auf und ist als Sprecher bei Radioproduktionen und Hörspielen tätig. Außerdem ist er als Schauspieldozent für Körpertraining sowie Szenen- und Rollenarbeit in München tätig.
Brusa, der auch die italienische Staatsbürgerschaft besitzt, lebt in München.

## Filmografie (Auswahl)
- 2019: Rote Rosen (Fernsehserie, eine Folge)
- seit 2020: Die Rosenheim-Cops (Fernsehserie)
- 2021: Um die 50 (Fernsehfilm)